# Atherinella serrivomer
Atherinella serrivomer är en fiskart som beskrevs av Chernoff, 1986. Atherinella serrivomer ingår i släktet Atherinella och familjen Atherinopsidae. IUCN kategoriserar arten globalt som livskraftig. Inga underarter finns listade.